# Marjolein Decroix
Marjolein Decroix (Poperinge, 17 maart 1992) is een Belgisch skiër. 

## Levensloop
In 2018 werd ze vlak voor de spelen toegevoegd aan de olympische selectie voor de Olympische Winterspelen 2018. Ze greep eerst ondanks een procedure in kort geding voor de rechtbank naast een derde plaats voor alpineskiërs in Team Belgium, maar kreeg dan enkele dagen voor de start een aan Team Belgium toegewezen vierde ticket. Ze trad aan in het alpineskiën in Pyeongchang, meer specifiek in de slalom waar ze een 38ste plaats behaalde.
Bij de wereldkampioenschappen van 2013 haalde ze de finale niet, bij het WK 2015 kon ze niet finishen en op het WK 2017 werd ze 40e op de slalom.
Tijdens haar skicarrière woont Decroix in Bourg-Saint-Maurice, en trainde ze op Les Arcs. Ze is de zus van Lieselot Decroix, ex-wielrenster.